# Romain Barras
Romain Barras, född den 1 augusti 1980 i Calais, är en fransk friidrottare som tävlar i mångkamp.